# La Cañada, Zapotlán del Rey
La Cañada är en ort i Mexiko.   Den ligger i kommunen Zapotlán del Rey och delstaten Jalisco, i den centrala delen av landet, 400 km väster om huvudstaden Mexico City. La Cañada ligger 1 560 meter över havet och antalet invånare är 147.
Terrängen runt La Cañada är kuperad åt nordväst, men åt sydost är den platt. Runt La Cañada är det ganska glesbefolkat, med 43 invånare per kvadratkilometer. Närmaste större samhälle är Poncitlán, 11,5 km söder om La Cañada. Trakten runt La Cañada består till största delen av jordbruksmark.